# Selvole
Selvole (o Selvoli nel Chianti) è una frazione del comune italiano di Radda in Chianti, nella provincia di Siena, in Toscana.

## Storia
Il villaggio di Selvole è ricordato per la prima volta in un documento del 1155, mentre nell'atto di pace tra Firenze e Siena del 1176 è menzionato come dipendente dal territorio fiorentino. Nella seconda metà del XV secolo fu devastato dall'esercito aragonese durante l'invasione del Chianti.
Nel 1774 si costituì comune, poi riunito a Radda in Chianti nel 1823.
Nel 1833 si contavano a Selvole 135 abitanti.

## Monumenti e luoghi d'interesse

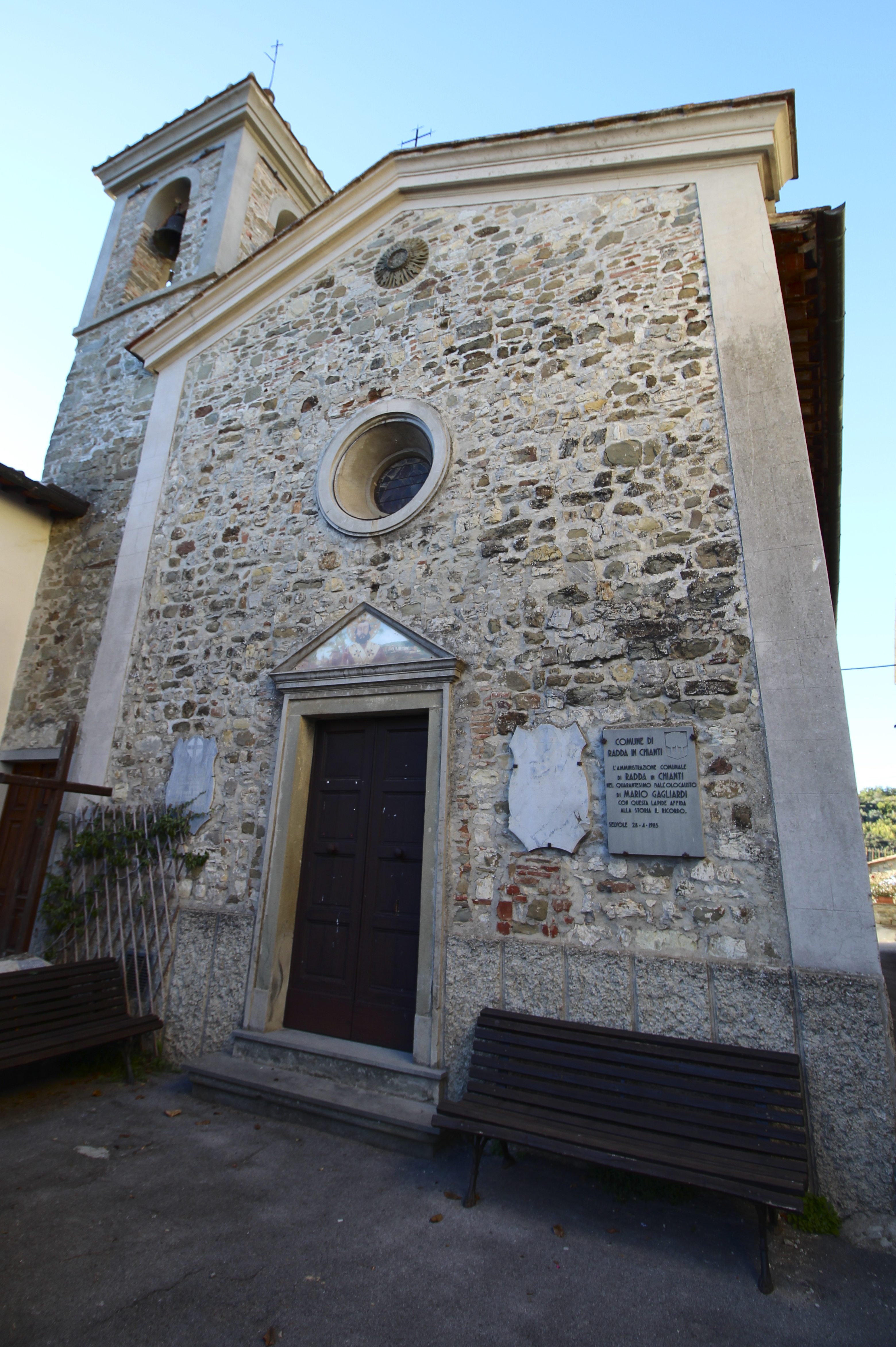
La chiesa di San Niccolò

Al centro del borgo si trova la chiesa di San Niccolò.
Nel borgo ci sono anche i resti di una torre del castello risalente all'XI secolo.